# Jarret (Hautes-Pyrénées)
Pour les articles homonymes, voir Jarret.
Jarret est une commune française située dans l'ouest du département des Hautes-Pyrénées, en région Occitanie. Sur le plan historique et culturel, la commune est dans l’ancien comté de Bigorre, comté historique des Pyrénées françaises et de Gascogne.
Exposée à un climat de montagne, elle est drainée par le ruisseau des Graves et par deux autres cours d'eau. La commune possède un patrimoine naturel remarquable composé de deux zones naturelles d'intérêt écologique, faunistique et floristique.
Jarret est une commune rurale qui compte 303 habitants en 2022, après avoir connu une forte hausse de la population depuis 1968. Elle est dans l'agglomération de Lourdes et fait partie de l'aire d'attraction de Lourdes. Ses habitants sont appelés les Jarretois ou  Jarretoises.

## Géographie

### Localisation
La commune de Jarret se trouve dans le département des Hautes-Pyrénées, en région Occitanie.
Elle se situe à 18 km à vol d'oiseau de Tarbes, préfecture du département, à 11 km d'Argelès-Gazost, sous-préfecture, et à 3 km de Lourdes, bureau centralisateur du canton de Lourdes-2 dont dépend la commune depuis 2015 pour les élections départementales.
La commune fait en outre partie du bassin de vie de Lourdes.
Les communes les plus proches sont : 
Artigues (1,6 km), Les Angles (1,7 km), Lézignan (2,1 km), Sère-Lanso (2,4 km), Arcizac-ez-Angles (2,5 km), Saint-Créac (2,7 km), Bourréac (2,7 km), Aspin-en-Lavedan (2,8 km).
Sur le plan historique et culturel, Jarret fait partie de l’ancien comté de Bigorre, comté historique des Pyrénées françaises et de Gascogne créé au IXe siècle puis rattaché au domaine royal en 1302, inclus ensuite au comté de Foix en 1425 puis une nouvelle fois rattaché au royaume de France en 1607. La commune est dans le pays de Tarbes et de la Haute Bigorre.
Les communes limitrophes sont Lézignan, Les Angles, Artigues, Lourdes et Saint-Créac.
|         | Lézignan (sur 50 m) | Les Angles |
| Lourdes | Jarret              | Artigues   |
|         | Saint-Créac         |            |

### Hydrographie
La commune est dans le bassin de l'Adour, au sein du bassin hydrographique Adour-Garonne. Elle est drainée par le ruisseau des Graves, le ruisseau Blanc et le ruisseau d'Ayné, constituant un réseau hydrographique de 5 km de longueur totale,.

### Climat
Le climat qui caractérise la commune est qualifié, en 2010, de « climat des marges montargnardes », selon la typologie des climats de la France qui compte alors huit grands types de climats en métropole. En 2020, la commune ressort du type « climat de montagne » dans la classification établie par Météo-France, qui ne compte désormais, en première approche, que cinq grands types de climats en métropole. Pour ce type de climat, la température décroît rapidement en fonction de l'altitude. On observe une nébulosité minimale en hiver et maximale en été. Les vents et les précipitations varient notablement selon le lieu.
Les paramètres climatiques qui ont permis d’établir la typologie de 2010 comportent six variables pour les températures et huit pour les précipitations, dont les valeurs correspondent à la normale 1971-2000. Les sept principales variables caractérisant la commune sont présentées dans l'encadré ci-après.
| Paramètres climatiques communaux sur la période 1971-2000 - Moyenne annuelle de température : 11,7 °C - Nombre de jours avec une température inférieure à −5 °C : 3,6 j - Nombre de jours avec une température supérieure à 30 °C : 4,9 j - Amplitude thermique annuelle : 14,2 °C - Cumuls annuels de précipitation : 1 119 mm - Nombre de jours de précipitation en janvier : 10,7 j - Nombre de jours de précipitation en juillet : 8,5 j |

Avec le changement climatique, ces variables ont évolué. Une étude réalisée en 2014 par la Direction générale de l'Énergie et du Climat complétée par des études régionales prévoit en effet que la  température moyenne devrait croître et la pluviométrie moyenne baisser, avec toutefois de fortes variations régionales. Ces changements peuvent être constatés sur la station météorologique de Météo-France la plus proche, « Lourdes », sur la commune de Lourdes, mise en service en 1881 et qui se trouve à 3 km à vol d'oiseau,, où la température moyenne annuelle est de 13,3 °C et la hauteur de précipitations de 1 426,7 mm pour la période 1981-2010.
Sur la station météorologique historique la plus proche, « Tarbes-Lourdes-Pyrénées », sur la commune d'Ossun, mise en service en 1946 et à 11 km, la température moyenne annuelle évolue de 12,2 °C pour la période 1971-2000, à 12,6 °C pour 1981-2010, puis à 12,9 °C pour 1991-2020.

### Milieux naturels et biodiversité
L’inventaire des zones naturelles d'intérêt écologique, faunistique et floristique (ZNIEFF) a pour objectif de réaliser une couverture des zones les plus intéressantes sur le plan écologique, essentiellement dans la perspective d’améliorer la connaissance du patrimoine naturel national et de fournir aux différents décideurs un outil d’aide à la prise en compte de l’environnement dans l’aménagement du territoire.
Une ZNIEFF de type 1 est recensée sur la commune :
le « pic du Jer » (467 ha), couvrant 4 communes du département et une ZNIEFF de type 2, : 
les « coteaux et vallons des Angles et du Bénaquès » (12 879 ha), couvrant 45 communes du département.

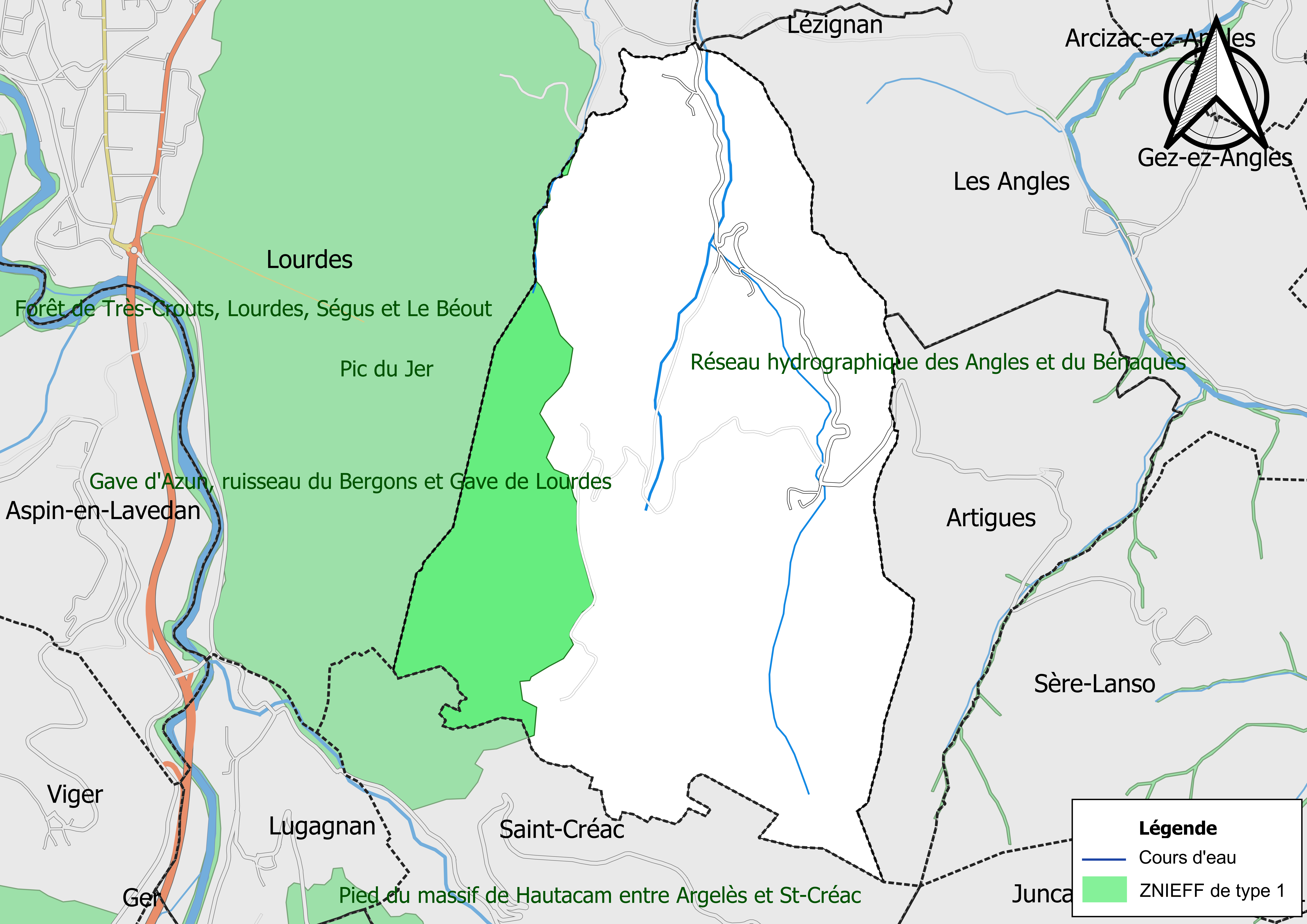
Carte de la ZNIEFF de type 1 sur la commune.
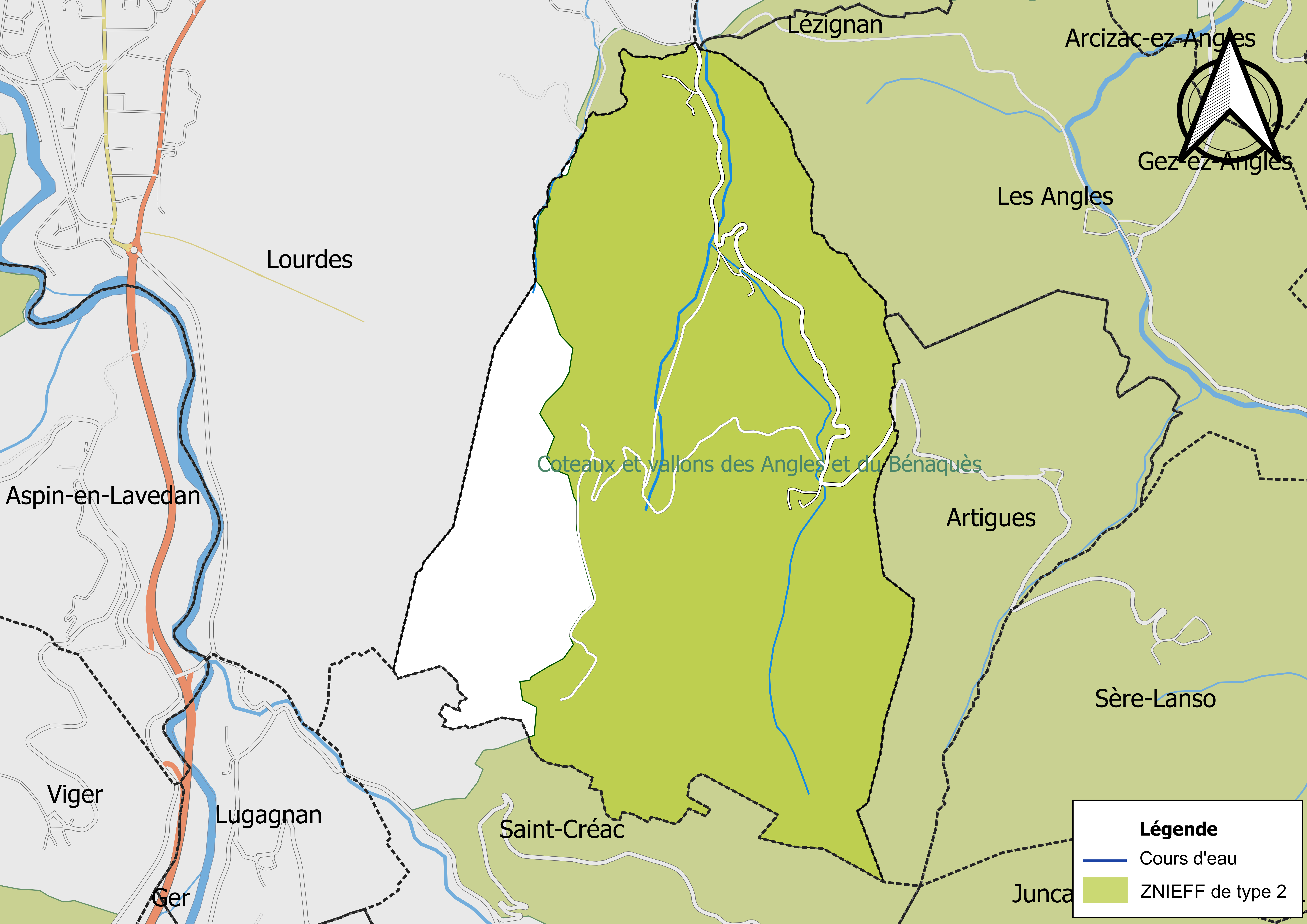
Carte de la ZNIEFF de type 2 sur la commune.

## Urbanisme

### Typologie
Au 1er janvier 2024, Jarret est catégorisée commune rurale à habitat dispersé, selon la nouvelle grille communale de densité à sept niveaux définie par l'Insee en 2022.
Elle appartient à l'unité urbaine de Lourdes, une agglomération intra-départementale regroupant treize  communes, dont elle est une commune de la banlieue,,. Par ailleurs la commune fait partie de l'aire d'attraction de Lourdes, dont elle est une commune de la couronne,. Cette aire, qui regroupe 45 communes, est catégorisée dans les aires de moins de 50 000 habitants,.

### Occupation des sols
L'occupation des sols de la commune, telle qu'elle ressort de la base de données européenne d’occupation biophysique des sols Corine Land Cover (CLC), est marquée par l'importance des territoires agricoles (54,2 % en 2018), une proportion identique à celle de 1990 (54,2 %). La répartition détaillée en 2018 est la suivante : 
prairies (44 %), forêts (23,2 %), milieux à végétation arbustive et/ou herbacée (22,7 %), zones agricoles hétérogènes (10,2 %).
L'IGN met par ailleurs à disposition un outil en ligne permettant de comparer l’évolution dans le temps de l’occupation des sols de la commune (ou de territoires à des échelles différentes). Plusieurs époques sont accessibles sous forme de cartes ou photos aériennes : la carte de Cassini (XVIIIe siècle), la carte d'état-major (1820-1866) et la période actuelle (1950 à aujourd'hui).

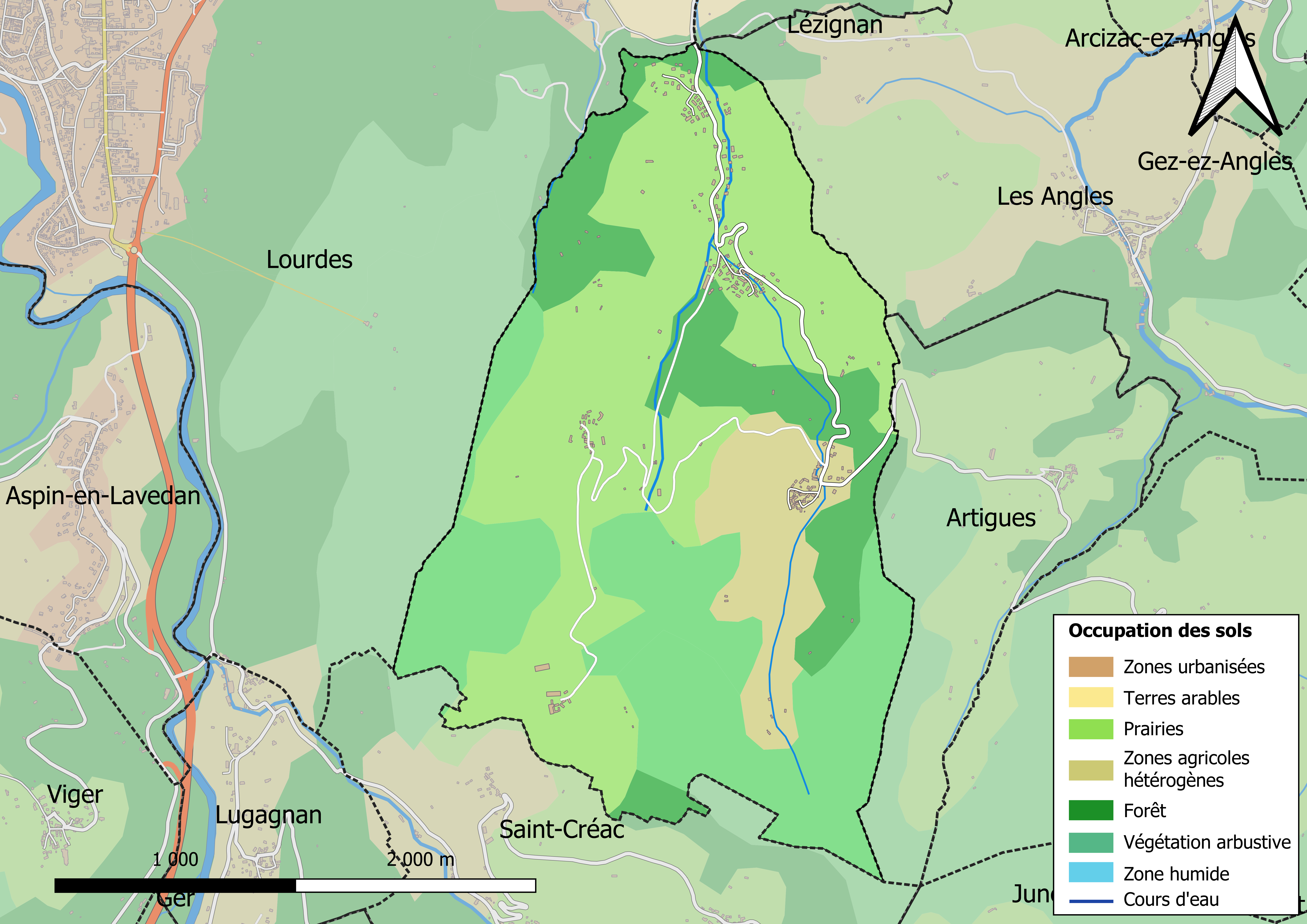
Carte des infrastructures et de l'occupation des sols en 2018 (CLC) de la commune.
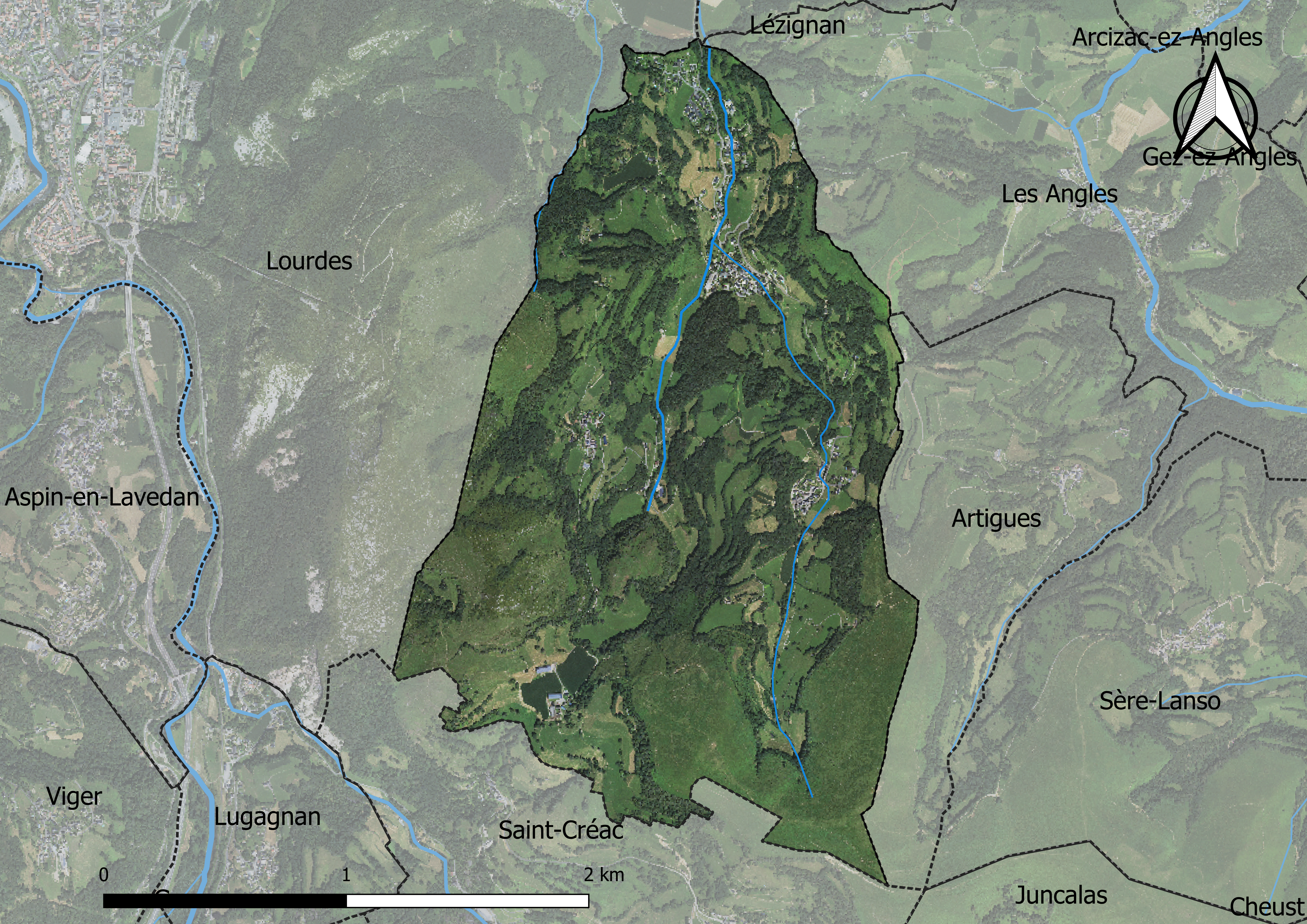
Carte orthophotogrammétrique de la commune.

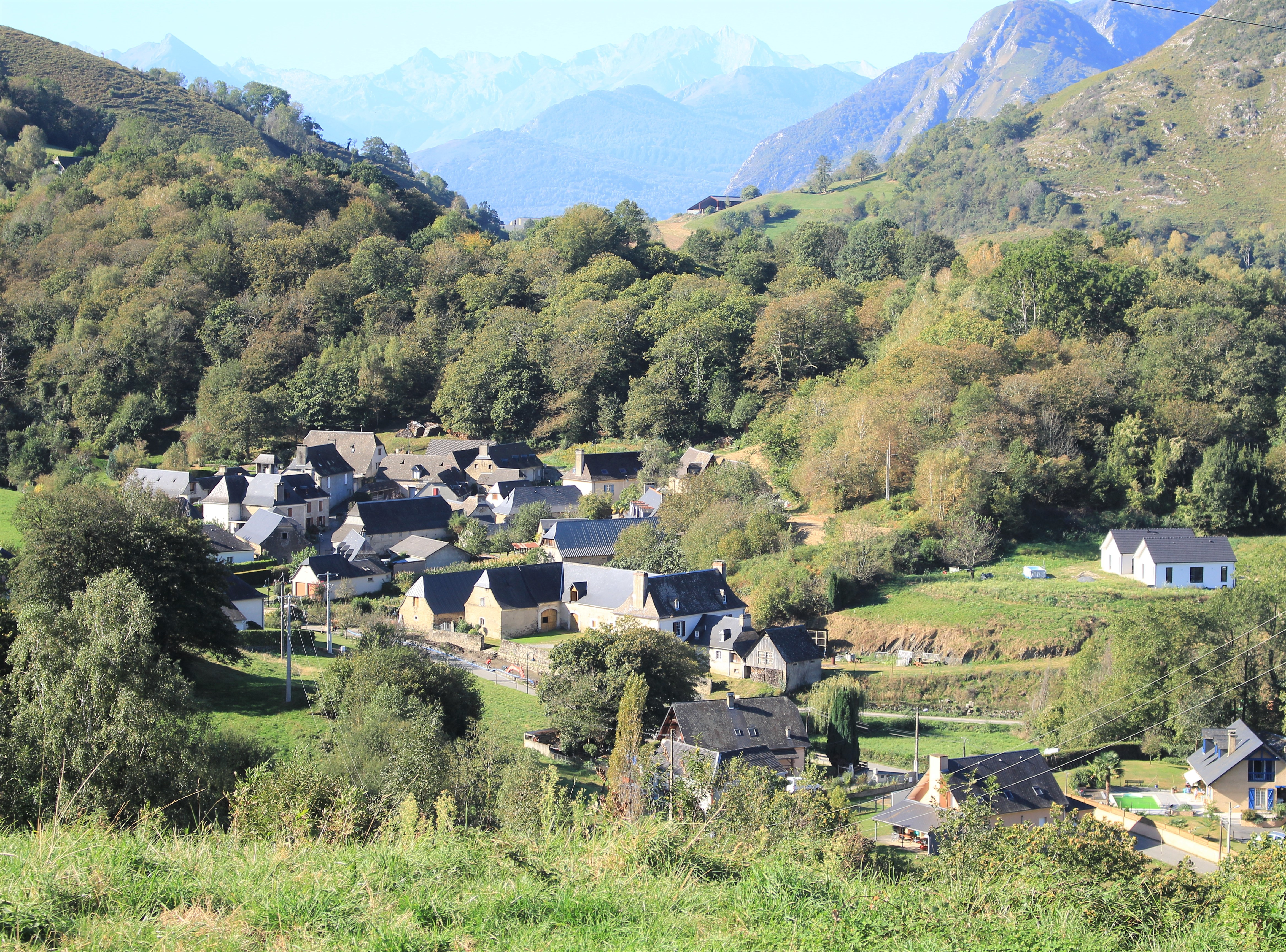
Vue du hameau d'Ayné.

### Logement
En 2012, le nombre total de logements dans la commune est de 129.

Parmi ces logements, 86,8 % sont des résidences principales, 10,9 % des résidences secondaires et 2,3 % des logements vacants.

### Voies de communication et transports
Cette commune est desservie par la route départementale D 97.

### Risques majeurs
Le territoire de la commune de Jarret est vulnérable à différents aléas naturels : météorologiques (tempête, orage, neige, grand froid, canicule ou sécheresse), inondations, feux de forêts, mouvements de terrains et séisme (sismicité moyenne). Il est également exposé à un risque technologique,  le transport de matières dangereuses. Un site publié par le BRGM permet d'évaluer simplement et rapidement les risques d'un bien localisé soit par son adresse soit par le numéro de sa parcelle.

#### Risques naturels
Certaines parties du territoire communal sont susceptibles d’être affectées par le risque d’inondation par débordement de cours d'eau, notamment La cartographie des zones inondables en ex-Midi-Pyrénées réalisée dans le cadre du XIe Contrat de plan État-région, visant à informer les citoyens et les décideurs sur le risque d’inondation, est accessible sur le site de la DREAL Occitanie. La commune a été reconnue en état de catastrophe naturelle au titre des dommages causés par les inondations et coulées de boue survenues en 1982, 1983, 1999, 2003 et 2009,.
Jarret est exposée au risque de feu de forêt. Un plan départemental de protection des forêts contre les incendies a été approuvé par arrêté préfectoral le 21 avril 2020 pour la période 2020-2029. Le précédent couvrait la période 2007-2017. L’emploi du feu est régi par deux types de réglementations. D’abord le code forestier et l’arrêté préfectoral du 27 octobre 2014, qui réglementent l’emploi du feu à moins de 200 m des espaces naturels combustibles sur l’ensemble du département. Ensuite celle établie dans le cadre de la lutte contre la pollution de l’air, qui interdit le brûlage des déchets verts des particuliers. L’écobuage est quant à lui réglementé dans le cadre de commissions locales d’écobuage (CLE).

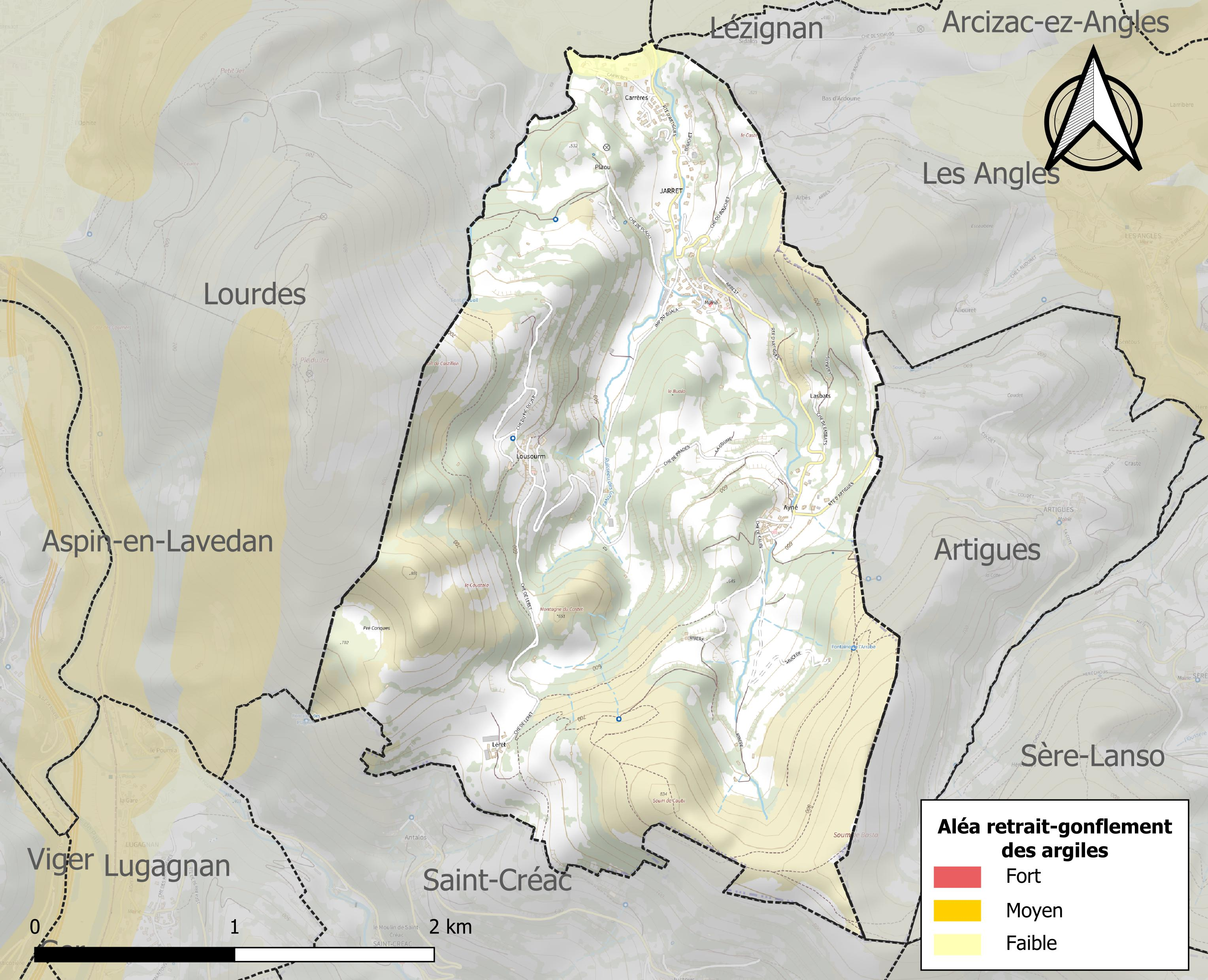
Carte des zones d'aléa retrait-gonflement des sols argileux de Jarret.

La commune est vulnérable au risque de mouvements de terrains constitué principalement du retrait-gonflement des sols argileux. Cet aléa est susceptible d'engendrer des dommages importants aux bâtiments en cas d’alternance de périodes de sécheresse et de pluie. La totalité de la commune est en aléa faible (44,5 % au niveau départemental et 48,5 % au niveau national). Sur les 126 bâtiments dénombrés sur la commune en 2019, aucun n'est en aléa moyen ou fort, à comparer aux 75 % au niveau départemental et 54 % au niveau national. Une cartographie de l'exposition du territoire national au retrait gonflement des sols argileux est disponible sur le site du BRGM,.
Par ailleurs, afin de mieux appréhender le risque d’affaissement de terrain, l'inventaire national des cavités souterraines permet de localiser celles situées sur la commune.
Concernant les mouvements de terrains, la commune a été reconnue en état de catastrophe naturelle au titre des dommages causés par des mouvements de terrain en 1983 et 1999.

#### Risque technologique
Le risque de transport de matières dangereuses sur la commune est lié à sa traversée par une canalisation de transport d'hydrocarbures. Un accident se produisant sur une telle infrastructure est susceptible d’avoir des effets graves sur les biens, les personnes ou l'environnement, selon la nature du matériau transporté. Des dispositions d’urbanisme peuvent être préconisées en conséquence.

## Toponymie

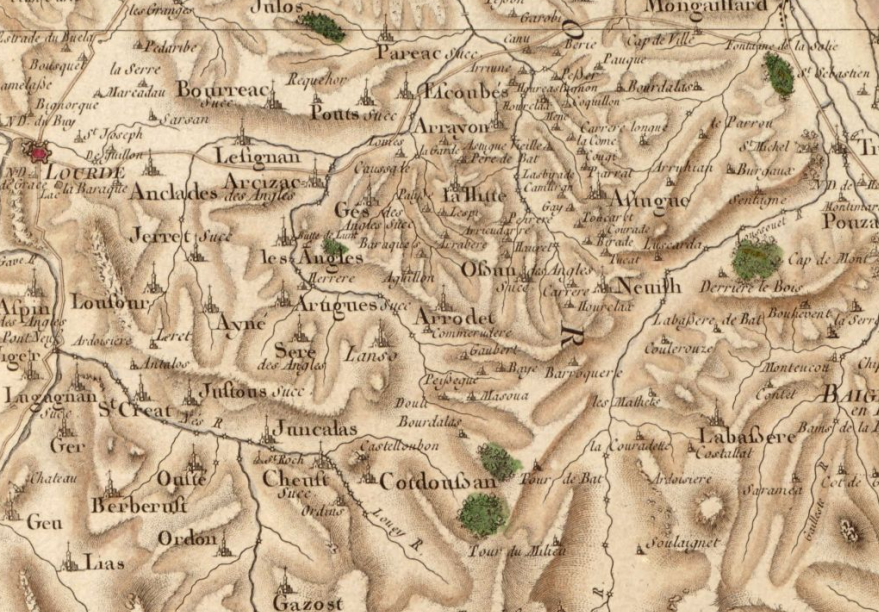
Extrait de la carte de Cassini situant Jarret et ses hameaux à l'est de Lourdes.

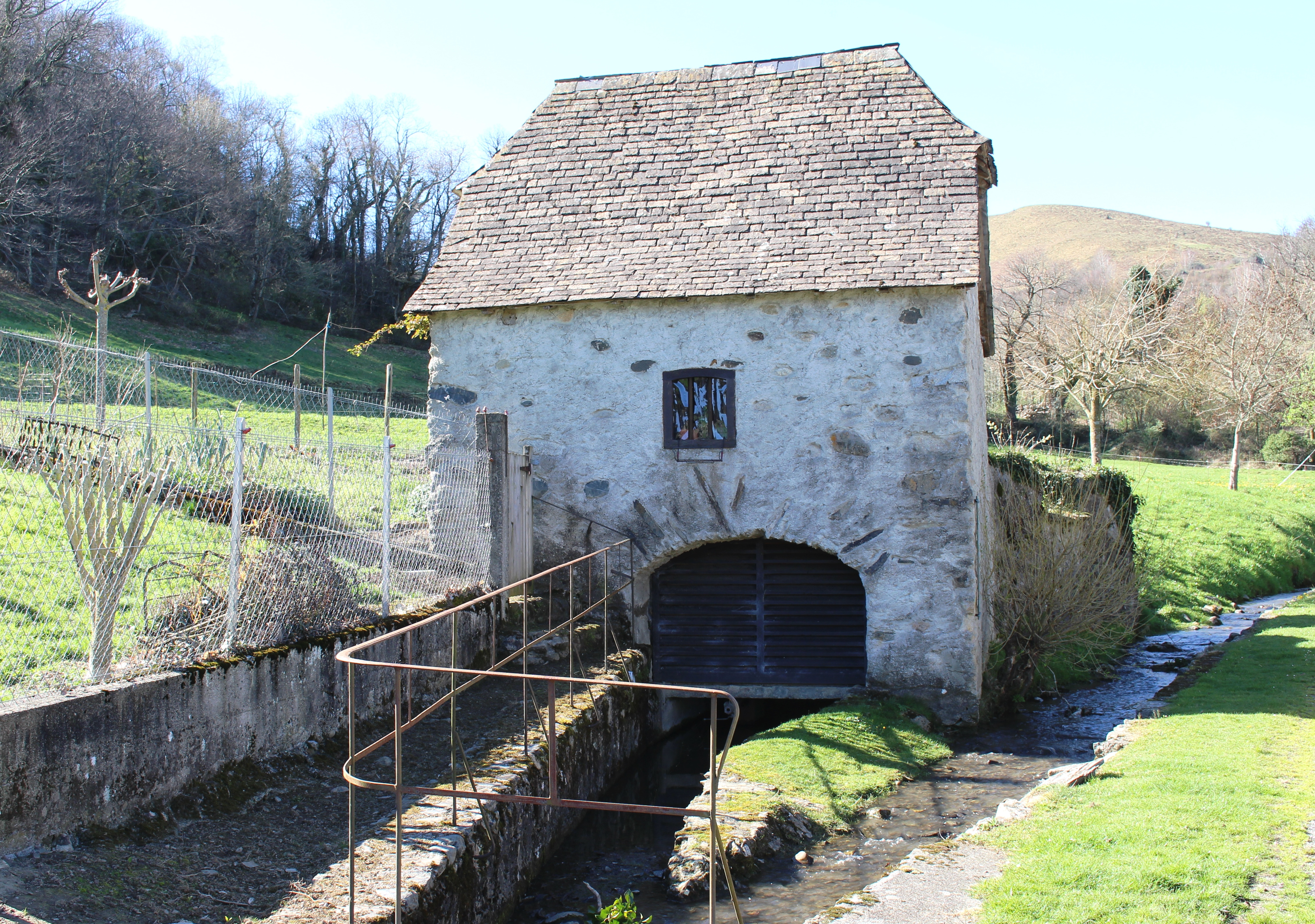
Le moulin de Brumous.

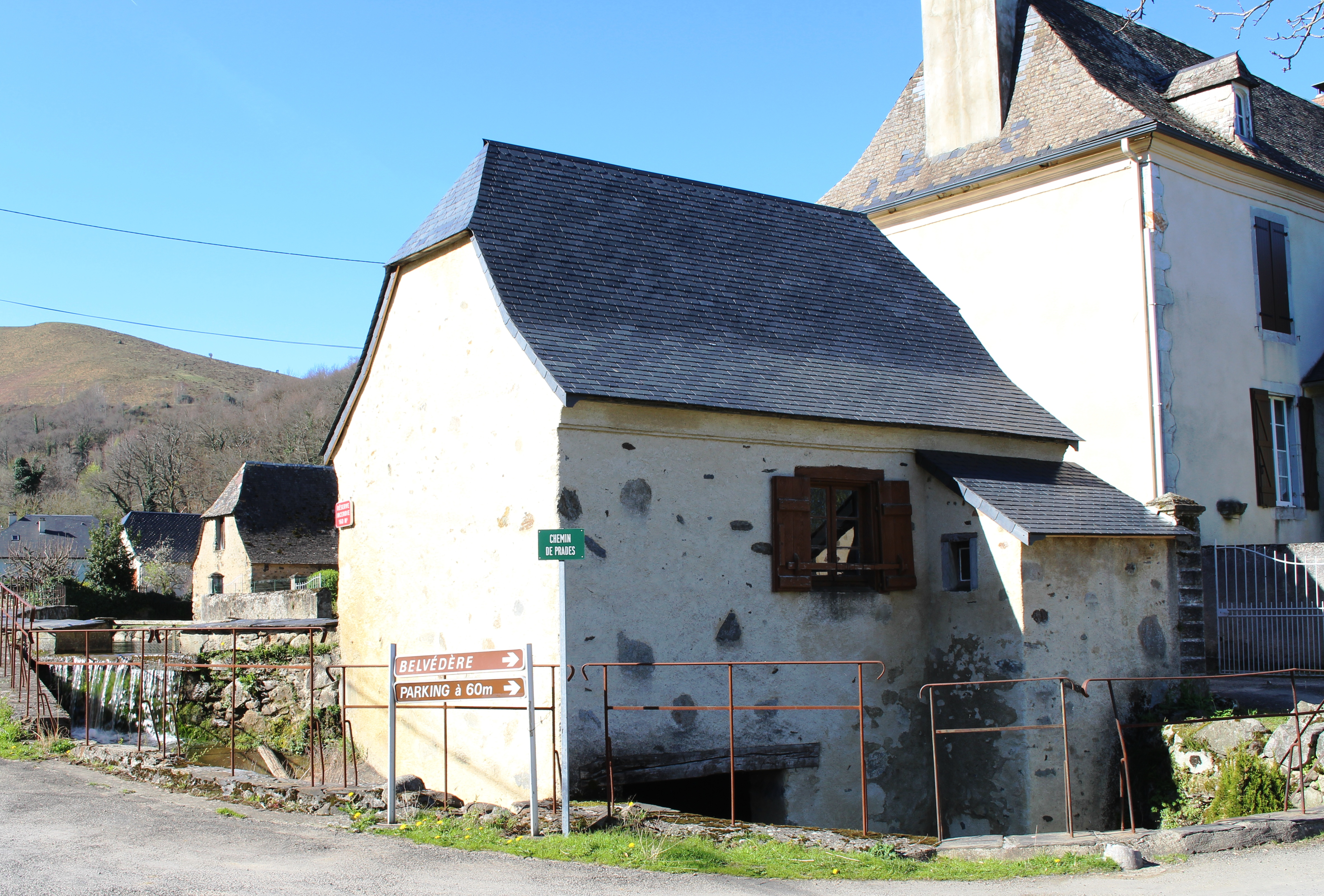
Le moulin d'Ayné.

On trouvera les principales informations dans le Dictionnaire toponymique des communes des Hautes Pyrénées de Michel Grosclaude et Jean-François Le Nail qui rapporte les dénominations historiques du village :

### Jarret
Dénominations historiques :
- A Ierret (1200-1230, cartulaire de Bigorre) ;
- De Gereta, latin (1342, pouillé de Tarbes) ;
- Gerret (1429, censier de Bigorre) ;
- Jerret (1736), Gerret (1738), Jarret (1755) (registres paroissiaux) ;
- Jerret (1770-1810, carte de Cassini).

Prononciation locale figurée : [ya'rret].
Étymologie : les graphies anciennes et la proximité géographique imposent un rapprochement entre le nom de ce village et le pic du Jer tout proche.

Nom occitan : Iarret.

### Ayné
Dénominations historiques :
- De Aynerio, latin (1342, pouillé Tarbes) ;
- Ayner (1429, censier de Bigorre) ;
- Ainé (1760, Larcher, pouillé Tarbes) ;
- Ayné (1770-1810, carte de Cassini).

Étymologie : asinarius (= conducteur d'ânes).
Grosclaude et Le Nail penchent pour une origine dérivée d'un nom patronymique médiéval.

Nom occitan : Ainèr.

### Louzourm
Dénominations historiques :
- A Lozorn, Lozorn (1200-1230, cartulaires de Bigorre) ;
- De Lozornio, latin (1319, livre vert de Bénac) ;
- Lo Sorn, en loc deu Sorn (1429, censier de Bigorre) ;
- Lousour, Louzour (1737, 1788 registres paroissiaux) ;
- Lousour (1770-1810, carte de Cassini).

Prononciation locale figurée : [lou'zourm].
Étymologie : obscure.

Nom occitan : Losorm.

## Histoire
Jarret, Ayné, Louzourm et Léret sont des communes en 1790. Léret est rattaché à Jarret entre 1791 et 1801. Jarret, Ayné et Louzourm sont réunis en 1836.

### Cadastre napoléonien de Jarret
- Le plan cadastral napoléonien de Jarret est consultable sur le site des archives départementales des Hautes-Pyrénées[35].
- Le plan cadastral napoléonien d'Ayné est consultable sur le site des archives départementales des Hautes-Pyrénées[36].
- Le plan cadastral napoléonien de Louzourm est consultable sur le site des archives départementales des Hautes-Pyrénées[37].

## Politique et administration

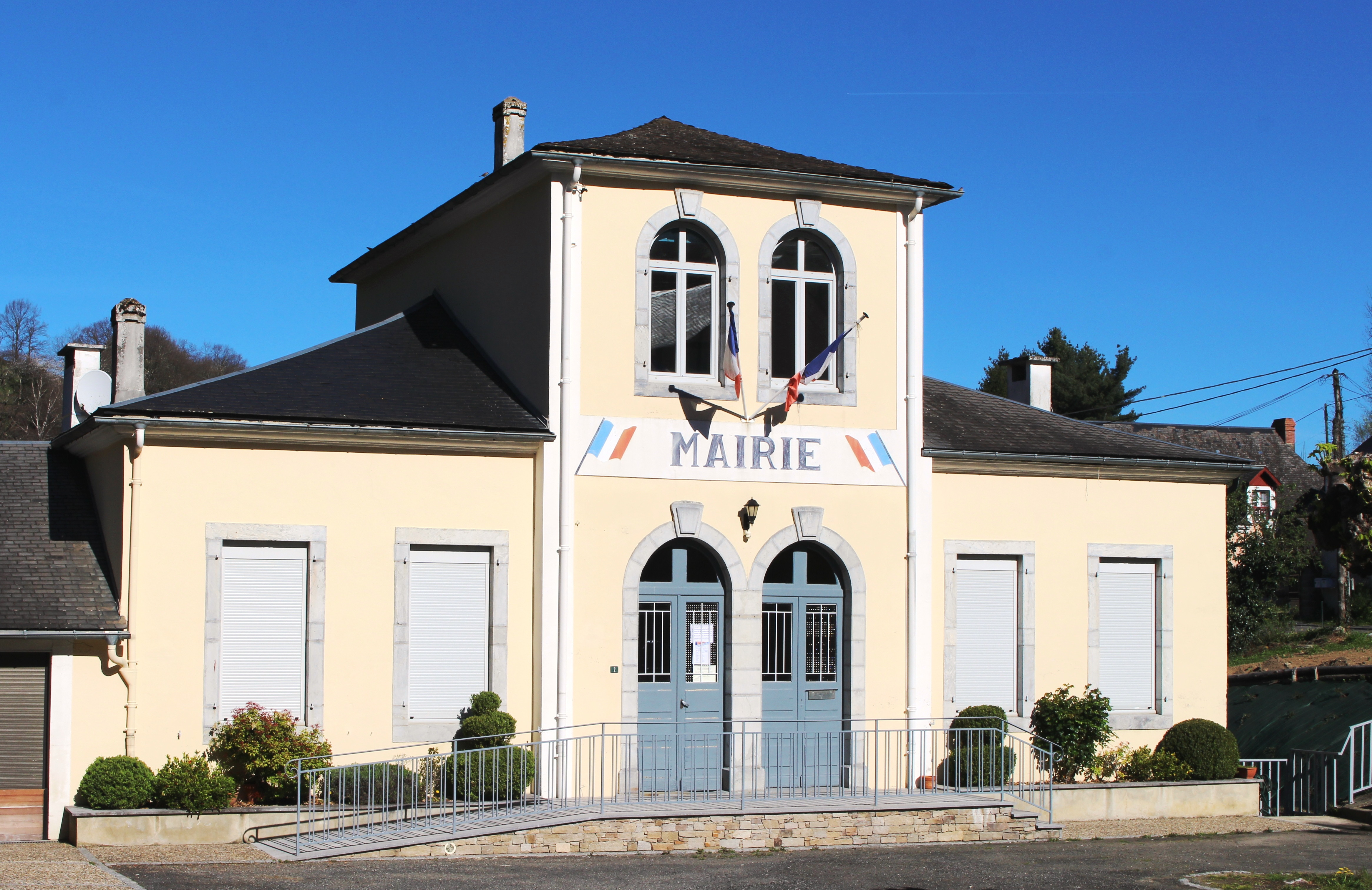
La mairie en 2017.

### Liste des maires
| Période                                  | Période   | Identité           | Étiquette | Qualité |
| ---------------------------------------- | --------- | ------------------ | --------- | ------- |
| Les données manquantes sont à compléter. |           |                    |           |         |
|                                          |           |                    |           |         |
| mars 1995                                | mars 2001 | Christian Falliero |           |         |
| mars 2001                                | En cours  | Ange Mur           |           |         |

### Rattachements administratifs et électoraux

#### Historique administratif
Pays et sénéchaussée de Bigorre, quarteron de  Lourdes, baronnie des Angles, canton de Lourdes (depuis 1790), Lourdes-Est (1973). Jarret, Ayné, Louzourm et Léret sont des communes en 1790, Léret étant rattachée à Jarret entre 1791 et 1801, Jarret, Ayné et Louzourm réunies en 1836.

#### Intercommunalité
Jarret appartient à la Communauté d'agglomération Tarbes-Lourdes-Pyrénées créée en janvier 2017 et qui réunit 86 communes.

## Population et société

### Démographie

#### Évolution démographique
L'évolution du nombre d'habitants est connue à travers les recensements de la population effectués dans la commune depuis 1793. Pour les communes de moins de 10 000 habitants, une enquête de recensement portant sur toute la population est réalisée tous les cinq ans, les populations de référence des années intermédiaires étant quant à elles estimées par interpolation ou extrapolation. Pour la commune, le premier recensement exhaustif entrant dans le cadre du nouveau dispositif a été réalisé en 2007.

En 2022, la commune comptait 303 habitants, en évolution de −2,88 % par rapport à 2016 (Hautes-Pyrénées : +1,59 %, France hors Mayotte : +2,11 %).
| 1793 | 1800 | 1806 | 1821 | 1831 | 1836 | 1841 | 1846 | 1851 |
| ---- | ---- | ---- | ---- | ---- | ---- | ---- | ---- | ---- |
| 78   | 48   | 90   | 75   | 97   | 274  | 239  | 270  | 298  |

| 1856 | 1861 | 1866 | 1872 | 1876 | 1881 | 1886 | 1891 | 1896 |
| ---- | ---- | ---- | ---- | ---- | ---- | ---- | ---- | ---- |
| 256  | 250  | 236  | 236  | 241  | 231  | 215  | 212  | 199  |

| 1901 | 1906 | 1911 | 1921 | 1926 | 1931 | 1936 | 1946 | 1954 |
| ---- | ---- | ---- | ---- | ---- | ---- | ---- | ---- | ---- |
| 210  | 175  | 164  | 144  | 159  | 133  | 134  | 136  | 131  |

| 1962 | 1968 | 1975 | 1982 | 1990 | 1999 | 2006 | 2007 | 2012 |
| ---- | ---- | ---- | ---- | ---- | ---- | ---- | ---- | ---- |
| 132  | 121  | 132  | 184  | 225  | 219  | 290  | 300  | 297  |

| 2017 | 2022 | - | - | - | - | - | - | - |
| ---- | ---- | - | - | - | - | - | - | - |
| 320  | 303  | - | - | - | - | - | - | - |

### Enseignement
La commune dépend de l'académie de Toulouse. Elle ne dispose plus d'école en 2016.

## Économie

### Revenus
En 2018, la commune compte 123 ménages fiscaux, regroupant 313 personnes. La médiane du revenu disponible par unité de consommation est de 19 740 € (20 420 € dans le département).

### Emploi
|                | 2008  | 2013  | 2018   |
| -------------- | ----- | ----- | ------ |
| Commune        | 8,7 % | 6,3 % | 12,2 % |
| Département    | 7,7 % | 9,4 % | 9,8 %  |
| France entière | 8,3 % | 10 %  | 10 %   |

En 2018, la population âgée de 15 à 64 ans s'élève à 203 personnes, parmi lesquelles on compte 80 % d'actifs (67,8 % ayant un emploi et 12,2 % de chômeurs) et 20 % d'inactifs,. Depuis 2008, le taux de chômage communal (au sens du recensement) des 15-64 ans est supérieur à celui de la France et du département.
La commune fait partie de la couronne de l'aire d'attraction de Lourdes, du fait qu'au moins 15 % des actifs travaillent dans le pôle,. Elle compte 40 emplois en 2018, contre 26 en 2013 et 29 en 2008. Le nombre d'actifs ayant un emploi résidant dans la commune est de 140, soit un indicateur de concentration d'emploi de 29 % et un taux d'activité parmi les 15 ans ou plus de 65,9 %.
Sur ces 140 actifs de 15 ans ou plus ayant un emploi, 27 travaillent dans la commune, soit 19 % des habitants. Pour se rendre au travail, 92,2 % des habitants utilisent un véhicule personnel ou de fonction à quatre roues, 5,7 % s'y rendent en deux-roues, à vélo ou à pied et 2,1 % n'ont pas besoin de transport (travail au domicile).

## Culture locale et patrimoine

### Lieux et monuments
- Église Saint-Martin de Jarret.

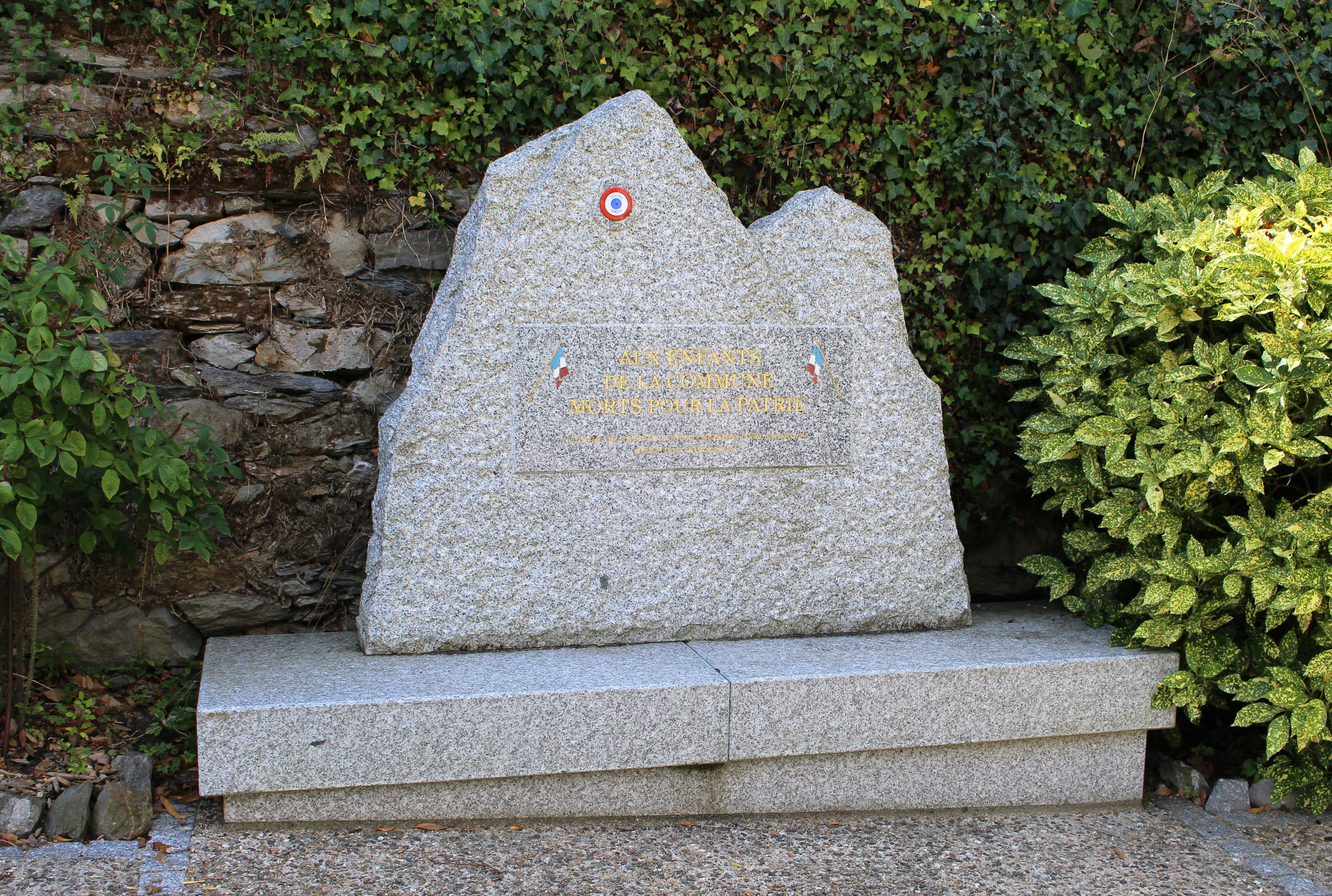
Le monument aux morts municipal.

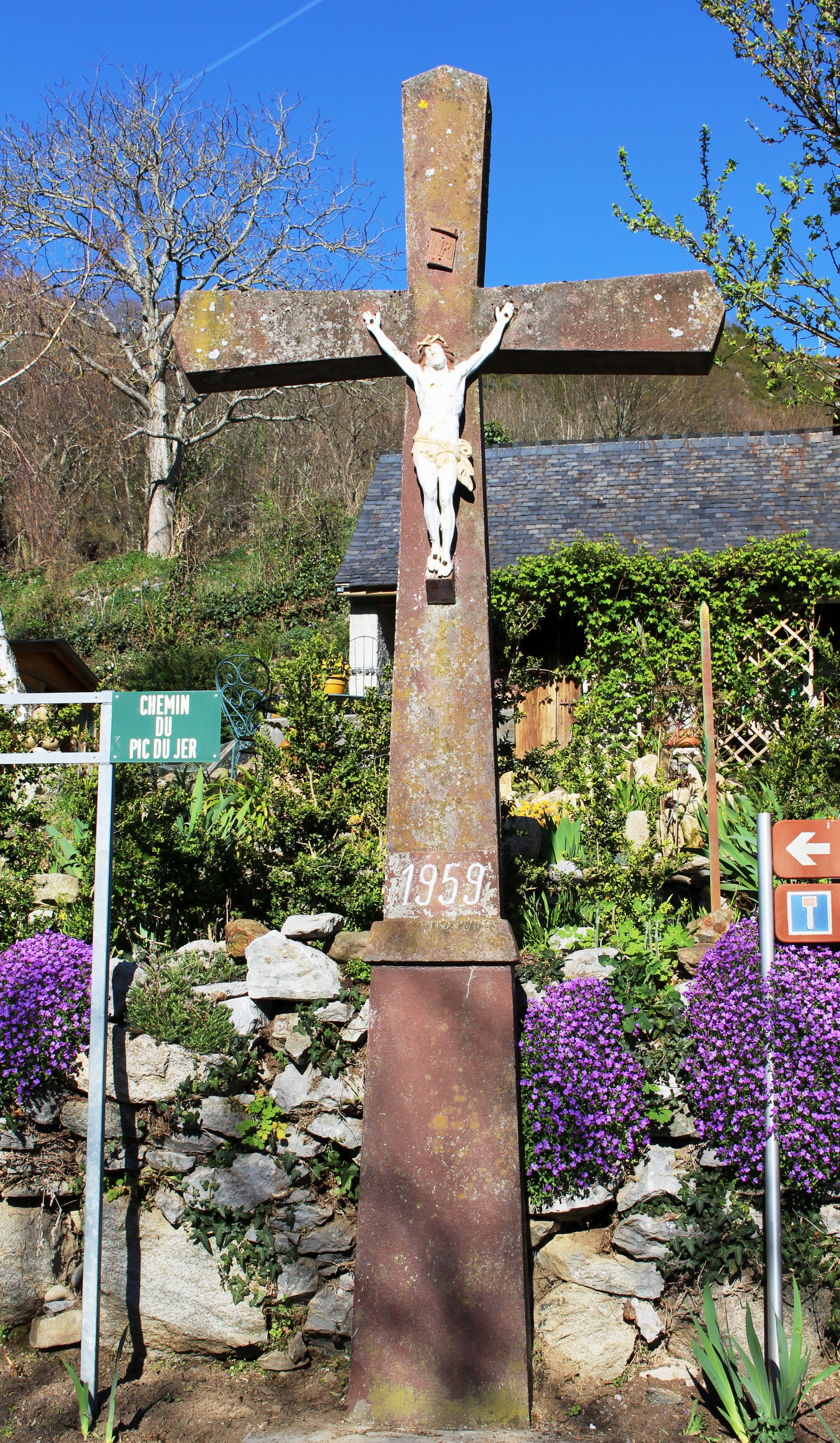
Une croix.

- Église Saint-Jean-Baptiste (hameau de Louzourm).
- Église Saint-Roch (hameau d'Ayné).
- Lavoirs.
- Moulins d'Ayné et de Brumous.

Sélection de vues des églises en 2017.
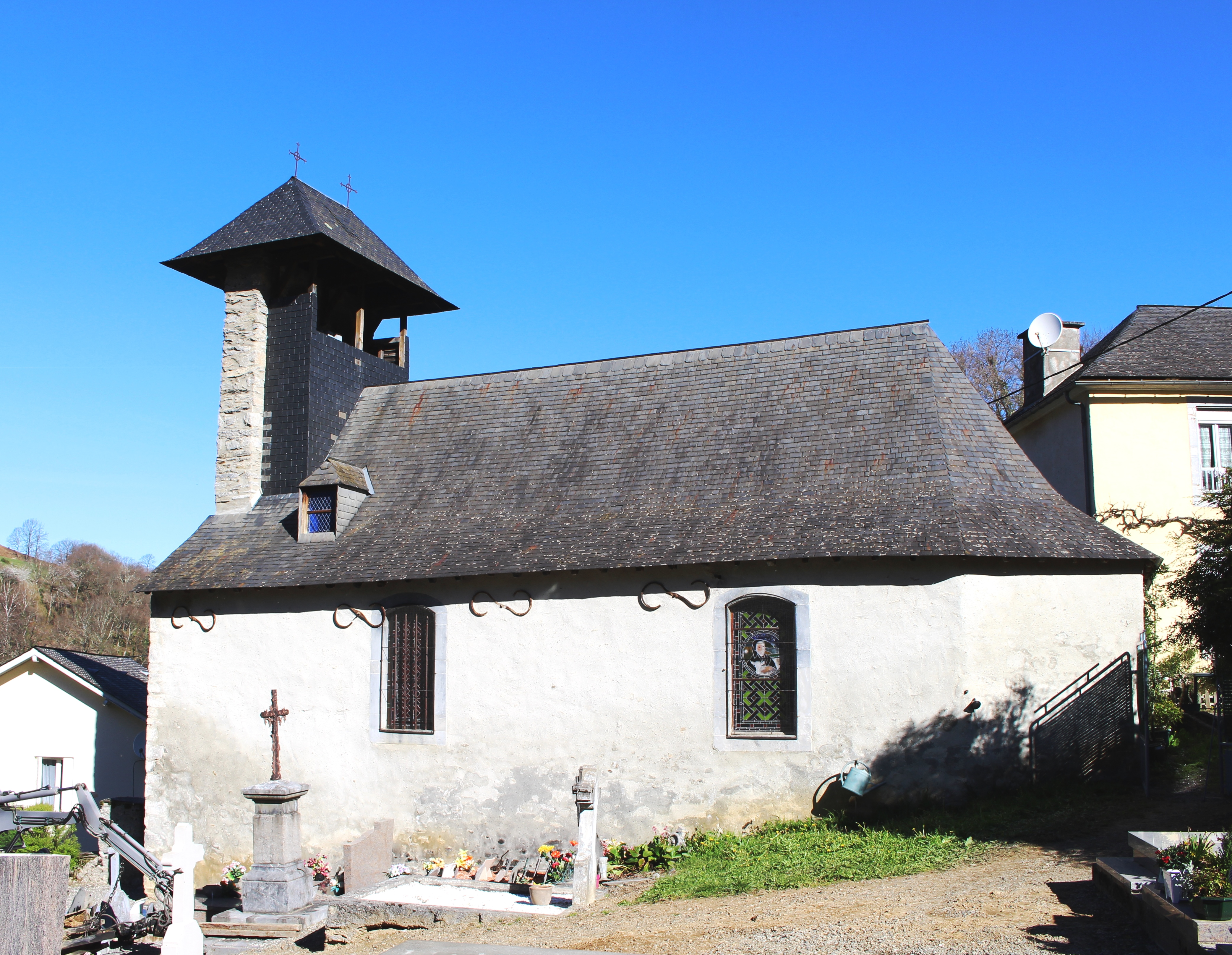
L'église Saint-Martin de Jarret.
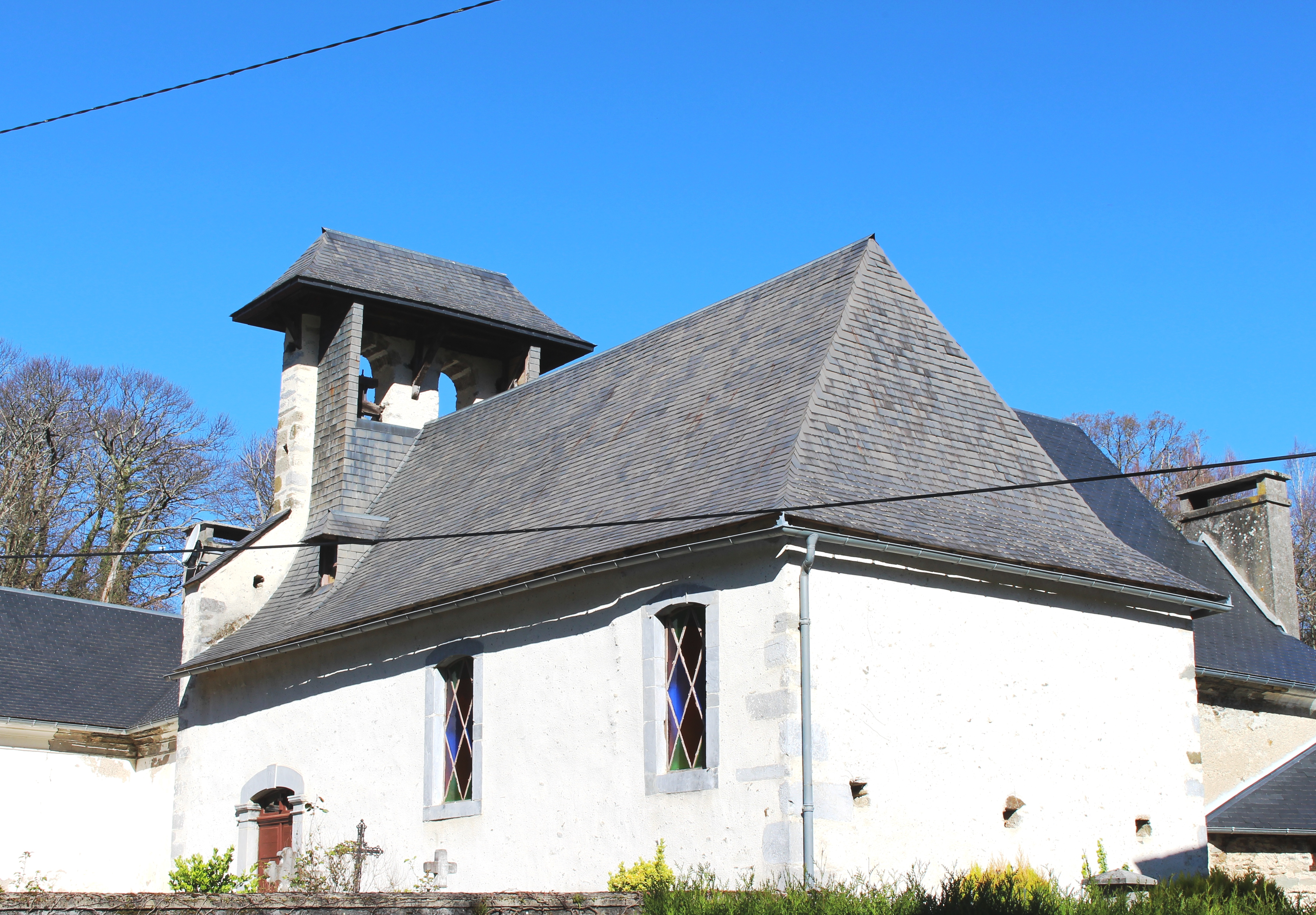
L'église Saint-Roch d'Ayné.
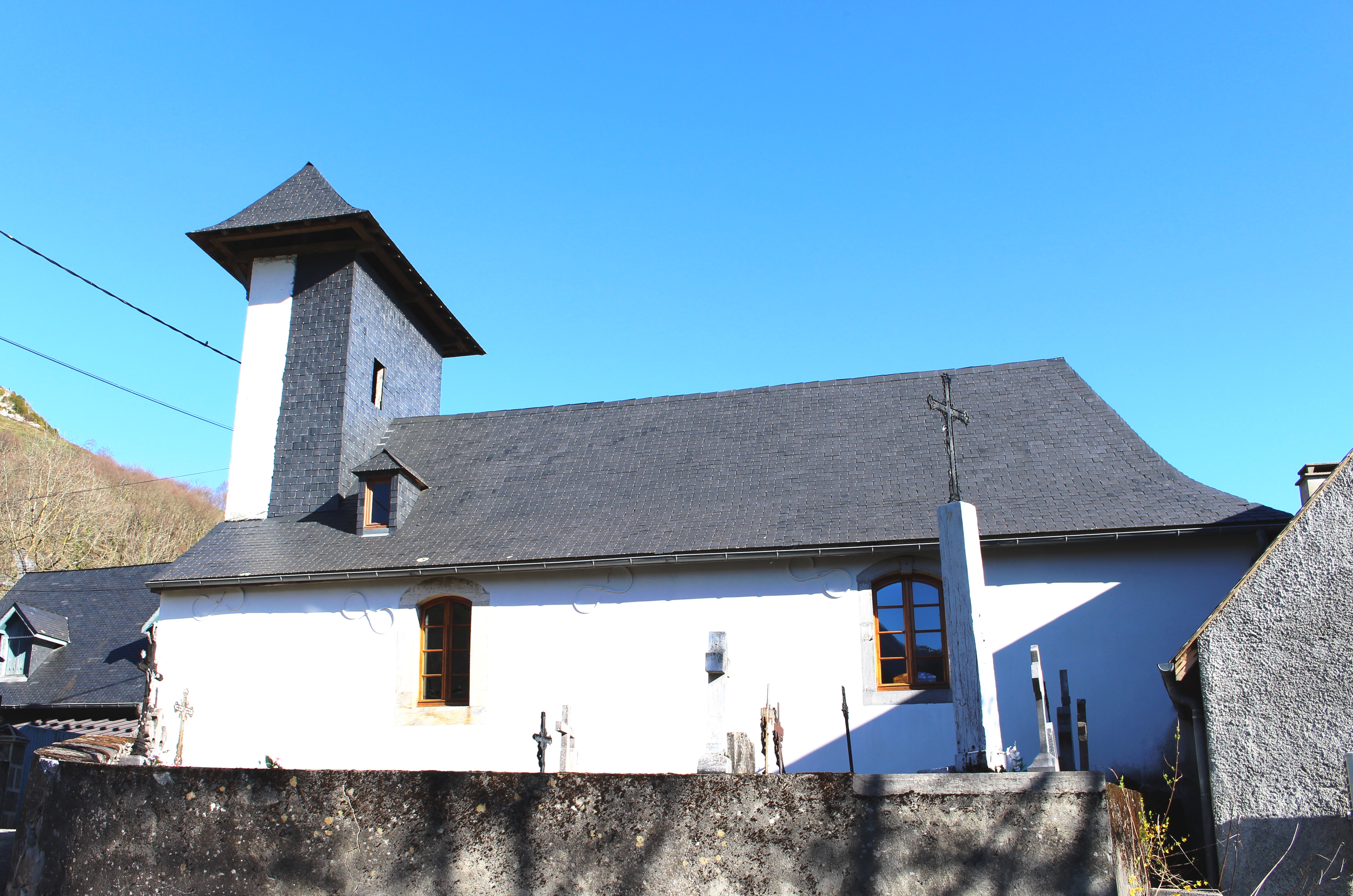
L'église Saint-Jean-Baptiste de Louzourm.

Sélection de vues des lavoirs municipaux.
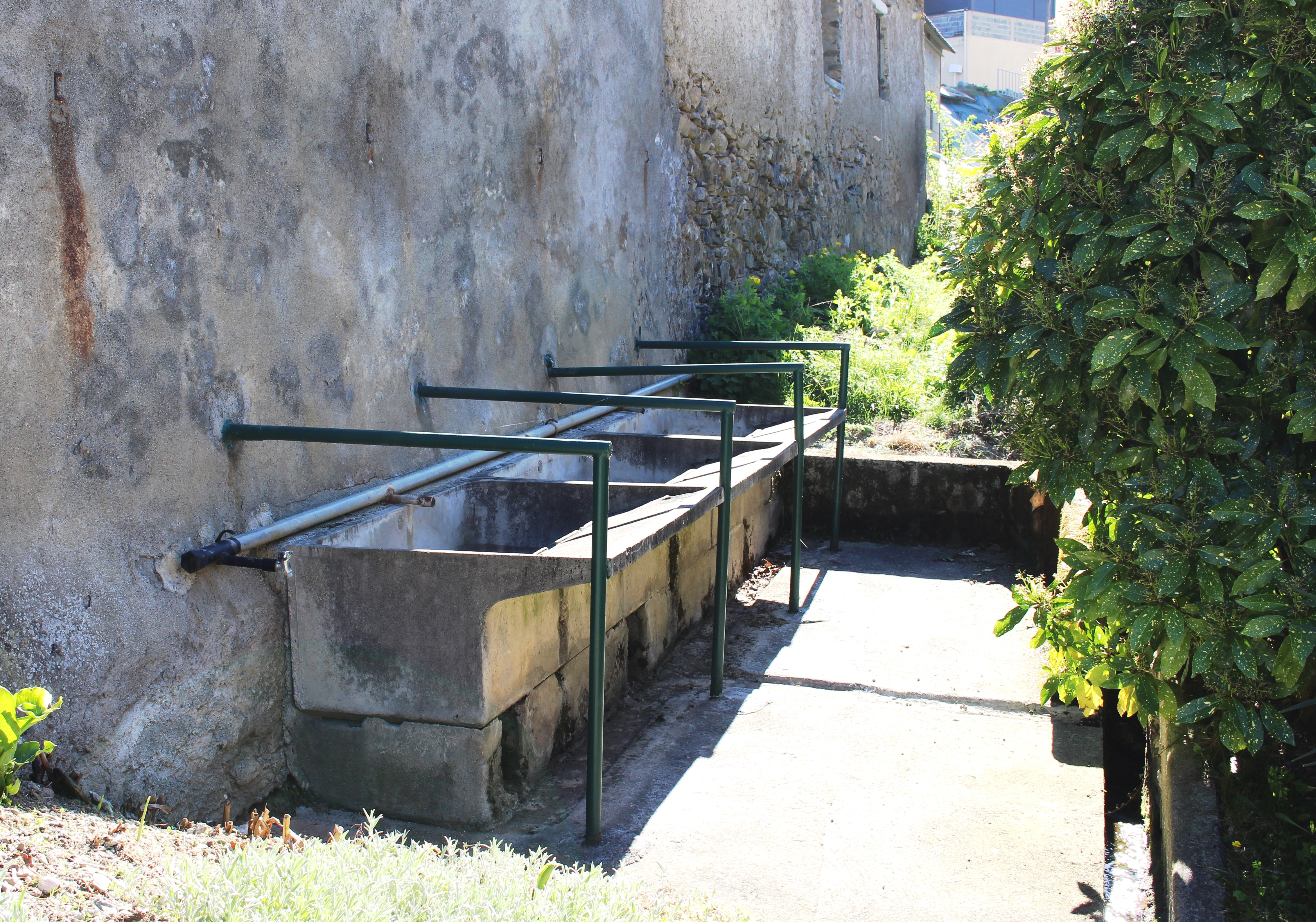
Le lavoir de Jarret.
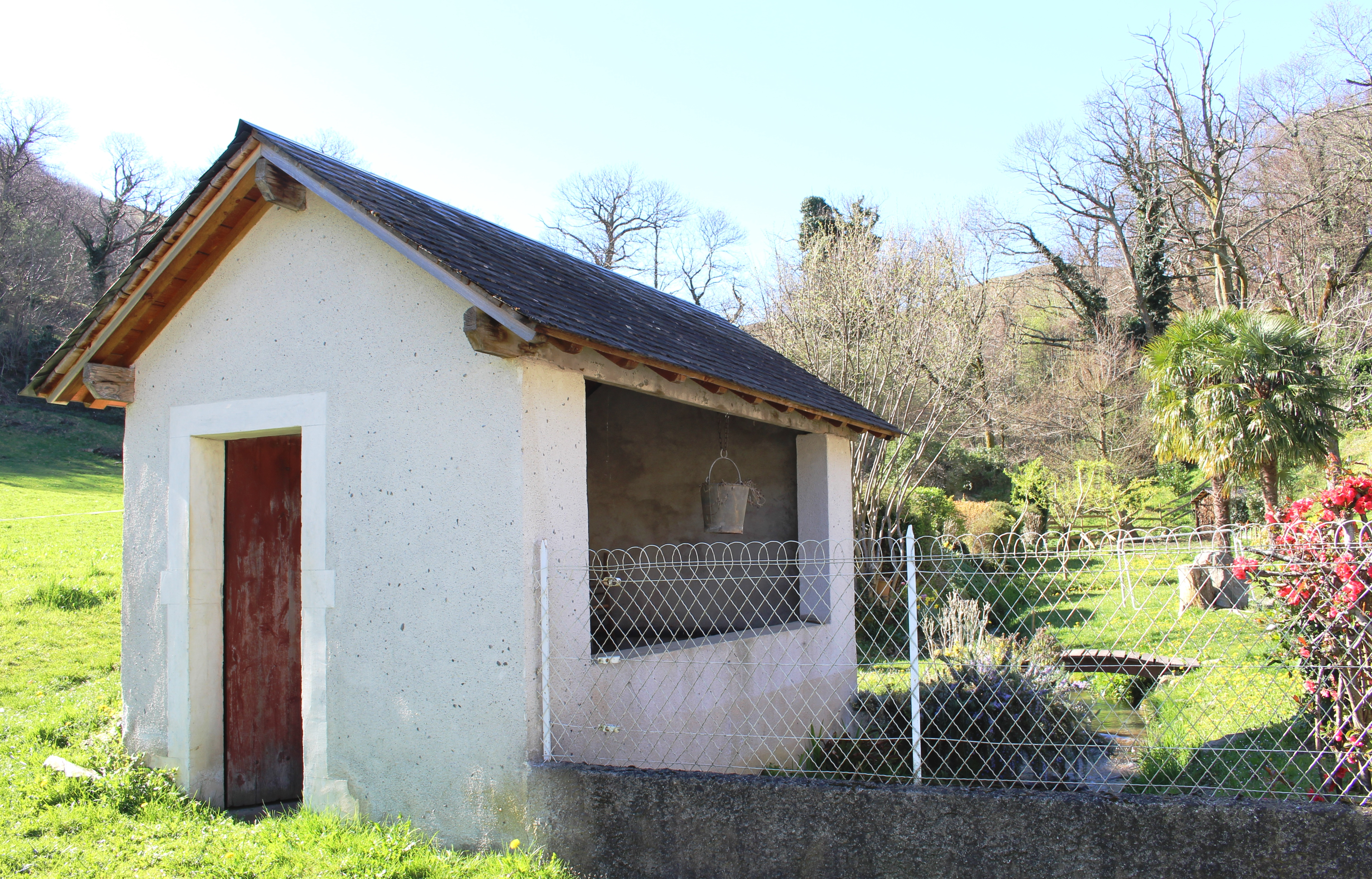
Le lavoir d'Ayné.
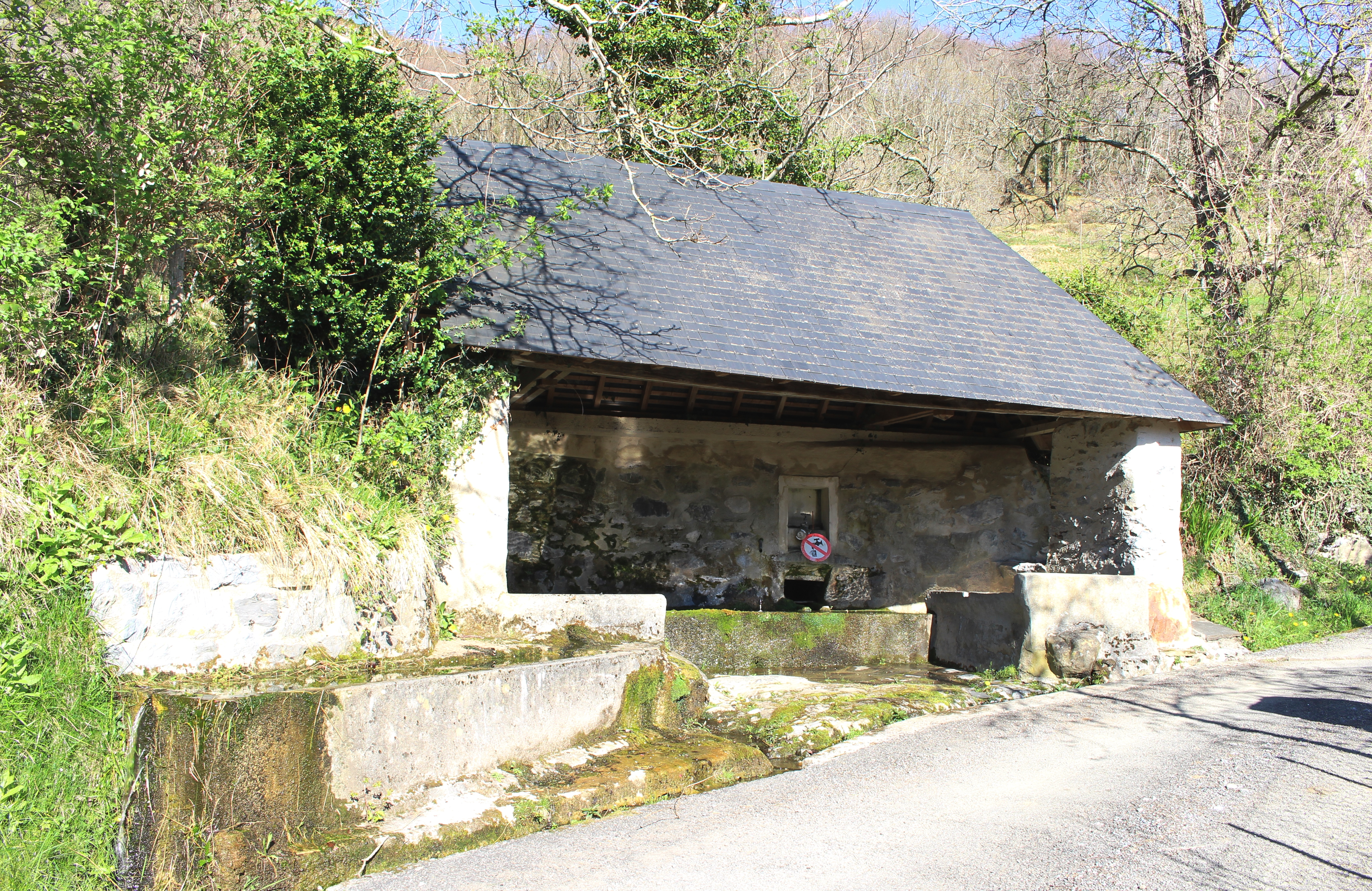
Le lavoir de Louzourm.

### Héraldique
| Blason de Jarret | Blason  | D'azur à la bande d'or chargée de l'inscription "JARRET" en lettres capitales de sable, accompagnée en chef d'une aigle de profil d'argent, essorante les ailes relevées dans le dos, et d'un lion d'or en pointe. |
| Blason de Jarret | Détails | Blason officiel vérifié auprès de la mairie. |